# Король Юхим Дем'янович
Коро́ль Юхи́м Дем'я́нович (1892 Мошорине, Олександрійський повіт, Херсонська губернія — після 1938) — український військовий діяч, ройовий 4-го пішого Сірого збірного полку 2-ї Волинської стрілецької дивізії Армії УНР, просвітянин.

## Біографія
Король Юхим учасник Української Революції 1917–1921 років. Відомий званні ройового 4-го пішого Сірого збірного полку 2-ї Волинської стрілецької дивізії Армії УНР. Після 1923 року оселився та працював при Бабинському цукровому заводі в селі Бабин. На той час Бугринська ґміна, Рівненського повіту, Волинського воєводства. У 1926 році взяв шлюб з місцевою мешканкою Меланією Лазарівною Мамчур. Обряд вінчання здійснював знаний капелан Армії УНР, отець Павло Пащевський, який певний час був настоятелем церкви Івана Богослова в Бабині. У кінці того ж року народилася донька Лідія. У 1930 році на цукрозаводі обіймав посаду змінного. 1931 року народився син Микола. З 1934 року Юхим Король поміж інших бувших вояків Армії УНР один із співзасновників місцевої Просвіти (Просвітянська хата) в Бабині. На цей час у Бабині проживав також його рідний брат Тиміш Дем'янович Король — козак 1-ї Запорізької стрілецької дивізії.

## Вшанування пам'яті
Вулиця Волинської дивізії в Рівному.